# Tišina (Słowenia)
Tišina – wieś w Słowenii, siedziba gminy Tišina. W 2018 roku liczyła 410 mieszkańców.